# نوع من النساء (فلم)
نوع من النساء هو فيلم سينمائي مصري من إنتاج عام 1979 إخراج: حسن الصيفي وتأليف: مصطفى محرم وبطولة: ناهد شريف، سمير غانم، صفية العمري.

## قصة الفيلم
يقع حسين سمير غانم في طريق الأرملة سامية ناهد شريف، يتضح أنه يشبه زوجها حسنى إلى أبعد الحدود. لذا فهى تتعلق به، أما حسين فهو يجد فيها الشباب والثراء، يتزوجان، ويتعرف على كوثر صفية العمري التي تلاحقه في كل مكان، فهى الصديقة الوحيدة لهما، في الوقت الذي تقوم فيه عصابة بمراقبة المكان، فتخطف حسين ظنا أنه حسنى الزعيم الأكبر لهم، بينما تفطن كوثر إلى ذلك والتي كانت على علاقة خاصة بحسنى، فتكتشف أن هذا شخص آخر يختلف عن حسنى، فتقوم بالإيقاع بينه وبين سامية، يقوم البوليس بالإغارة على أفراد العصابة، يكشف حسين لسامية أمر زوجها الأول الذي كان رجل عصابات، وعلى علاقته بصديقتها كوثر، يكبر حسين في حياة سامية وتستأنف الحياة الزوجية مرة ثانية، بينما يتم إيداع كوثر إحدى المصحات لعلاجها من حالتها النفسية المتردية.

## طاقم العمل
- ناهد شريف، سامية
- سمير غانم، حسين عبد القادر/حسنى بدوى
- صفية العمري، كوثر
- صلاح نظمي، عبد الرازق المحامى
- علي الشريف، المعلم رنجه
- أحمد الحداد، من عصابة رنجه
- أحمد بدير، من عصابة رنجه
- محمد شوقي، عبده فراش المكتب
- حسان اليماني، صاحب اللوكاندة
- نادية شمس الدين، الداده
- حسن مصطفى علي
- عبدالمنعم النمر، الضابط
- مطاوع عويس، البواب

## روابط خارجية
- مقالات تستعمل روابط فنية بلا صلة مع ويكي بيانات